# 広岡瞬
広岡 瞬（ひろおか しゅん、本名：山田 秀樹（やまだ ひでき）。1958年11月28日 - ）は、日本の元俳優。東京都出身。バーニングプロダクション、ホリプロ、イザワオフィス、フロム・ファーストに所属していた。ロンドンの日本料理店「さくら」の元経営者。

## 来歴・人物
父は和田弘とマヒナスターズの元メンバーで音楽プロデューサーとして、内山田洋とクール・ファイブ、前川清などを手掛けた山田競生（やまだ きそお、旧名：山田競）。
森村学園高等部卒業後、イギリスに語学留学した際にアルバイトしていたイギリス・ロンドンメイフェア地区コンドゥイット通りの日本料理&カフェレストラン「さくら」（伯母の夫が1975年より経営していた）でバーニングプロダクションの周防郁雄夫人にスカウトされ芸能界入りした。芸名の名付け親は酒井政利で、由来は芸能界入りが決まった1978年のプロ野球日本シリーズで日本一になった当時のヤクルトスワローズ監督の広岡達朗と、本人が「瞬時に芸能界入りを決めた」ことからという一説がある。
1979年、TBSドラマ『沿線地図』でデビュー。さわやかな顔立ちで1980年代前半にはアイドル的な人気を得て、数多くのドラマや映画に出演した。1980年代後半以降はサスペンス系の2時間ドラマを中心に活躍。
松本ちえこなどとの交際が報じられた後、1985年の石井ふく子演出の舞台で共演したことがきっかけで親しくなった石野真子と1990年に結婚したが、1996年に離婚。その後、本人の性的嗜好に関するスキャンダル報道もあり、これを機に芸能界を引退。渡英し、引退前から手伝っていた「さくら」のオーナー兼店長となり、他に数店のレストランを手がけ、雑誌「フォーブス」でも紹介されたまた、店のスタッフだった現地在住の日本人女性と再婚している。なお、2015年に「さくら」は閉店し（広岡は同年2月まで同店ディレクター）、同地には全農直営の日本料理店Tokimeiteが開店した。また、「さくら」の名で同じメイフェア地区のハノーバー通りにも登録がある。

## 出演

### 映画
- 夜明けのランナー（1983年、東宝） - 工藤修 役
- チーちゃんごめんね（1984年、東宝） - 長谷川医師 役
- ばあじんロード（1985年） - 伊達光正 役 ※劇場未公開[14]
- キネマの天地（1986年、松竹） - 小山田淳 役
- 人間の翼 最後のキャッチボール（1996年、シネマクラフト） - 山岡荘八 役

### テレビドラマ
- 金曜ドラマ「沿線地図」（1979年、TBS） - 松本志郎 役
- 恋路海岸（1979年、TBS） - 孝 役
- 天中殺の女たち 第2話「すばらしき休日」（1979年、TBS）
- 銀河テレビ小説（NHK）
  - 「太郎の青春」（1980年） - 主演・山本太郎 役
  - 「太郎の卒業」（1981年） - 主演・山本太郎 役
  - 「幸福戦争」（1984年） - 俊男 役
- 火曜劇場「女の肖像」（1980年、日本テレビ） - 川津駿一 役
- 水曜劇場「なぜか初恋・南風」（1980年、TBS） - 梶恭介 役
- 赤い魂（1980年、TBS） - 宮内和彦 役
- 痛快!ピッカピカ社員（1980年、日本テレビ） - 主演・本庄太郎 役
- 東芝日曜劇場（TBS）
  - 第1246回「晴れた日に」（1980年10月26日、中部日本放送）
  - 第1295回「秋の流れに」（1981年10月18日、中部日本放送）
  - 第1330回「思い出川」（1982年6月20日、中部日本放送）
  - 第1474回「春のびっくり」（1985年4月7日）
  - 第1482回「頼りませんよ」（1985年6月2日） - 森下雅人 役
  - 第1539回「誰かが来るまで」（1986年7月6日）
- 大河ドラマ（NHK）
  - 「おんな太閤記」（1981年） - 豊臣秀次 役
  - 「信長 KING OF ZIPANGU」（1992年） - 斎藤義龍 役
- 絶唱（1981年、TBS）
- 春まっしぐら!（1981年、TBS） - 塩田真澄 役
- 火曜サスペンス劇場（日本テレビ）
  - 「あの三億円事件の真相は?」（1981年10月27日） - 手島章一 役
  - 「結婚」（1986年6月3日）
  - 「絢爛たる欲望」（1987年4月7日） - 亮 役
  - 「狙われた白衣の天使」（1988年4月5日、リバース企画） - 三宅匡 役
  - 「私の青春売ります」（1988年8月2日）
  - 「山岳ミステリー 大雪山殺人事件」（1989年8月1日、大映テレビ）
  - 「山岳ミステリー4 津軽竜飛岬風の殺意」（1991年2月12日）
- 鞍馬天狗（1981年 - 1982年、TBS）
- 木曜ゴールデンドラマ（読売テレビ）
  - 「妻の殺意」（1981年12月17日）
  - 「死よ!驕るなかれ〜ガン宣告・残された日々をどう生きる!?」（1983年1月20日）
  - 「愛と憎しみの絆」（1983年4月14日）
  - 「時効家族」（1983年5月19日）
  - 「もっと生きたい!!」（1983年6月23日）
  - 「胎児は証言する」（1985年6月27日）
  - 「先生助けて!」（1985年8月29日）
  - 「父と娘・七色の絆」（1987年10月22日）
  - 「マルタの女II」（1989年2月16日）
- 土曜ドラマ「遠雷と怒涛と」（1982年、NHK）
- 平岩弓枝ドラマシリーズ（フジテレビ）
  - 「花の影」（1982年）
  - 「嫁の座」（1982年 - 1983年）
  - 「蝶々さんと息子たち」（1984年）
- 時代劇スペシャル「悪霊桜子姫」（1982年9月3日、フジテレビ）
- 土曜ワイド劇場（テレビ朝日）
  - 「松本清張の駅路」（1982年10月2日）
  - 「夏樹静子の風の扉」（1983年12月31日）
  - 「大豪邸に残された嫁姑 銀座うしの時参り殺人 屋根の上を走るネグリジェ女」（1984年2月18日）
  - 「探偵・神津恭介の殺人推理5 血ぬられた薔薇」（1986年8月23日） - 鶴田時夫 役
  - 「片道切符の花嫁 パリ発-監獄行き!?5千億に魅せられて…」（1989年6月24日）
  - 「松本清張作家活動40年記念・霧の旗」（1991年11月23日） - 杉浦建治 役
- 女たちの課外授業（1983年、テレビ朝日） - 三沢雄介 役
- シンデレラの財布（1984年、TBS） - 小日向久男 役
- 大奥 第48話・第49話（1984年、関西テレビ） - 徳川家茂 役
- カネボウヒューマンスペシャル「かんころもちの島で」（1985年2月19日、日本テレビ） - 久保田亮一 役
- 禁じられたマリコ（1985年 - 1986年、TBS） - 光井邦彦 役
- 花王 愛の劇場（TBS）
  - 「愛ってなに」（1985年）
  - 「家庭って?」（1986年） - 慎吾 役
  - 「ああ嫁さん」（1988年）
  - 「ああ母さん」（1992年）
- 夏樹静子サスペンス「ベビー・ホテル」（1986年2月17日、関西テレビ）
- 金曜女のドラマスペシャル（フジテレビ）
  - 「黒い葬列」（1986年9月12日） - 笠倉 役
  - 「OL三人旅4 台湾湯けむりツアー」（1988年6月17日） - 松木利彦 役
  - 「細うで繁盛記2」（1995年2月3日、国際放映）
- 長七郎江戸日記スペシャル7「血闘・荒木又右衛門」（1986年10月7日、日本テレビ） - 渡辺数馬 役
- 山村美紗サスペンス「京菓子殺人事件」（1986年11月17日、関西テレビ）
- 若大将天下ご免! 第1話「あっぱれ小天狗一本勝負!」（1987年3月14日、テレビ朝日） - 須藤新八郎 役
- 森村誠一サスペンス「あるOLの復讐」（1987年3月23日、関西テレビ）
- 水曜ドラマスペシャル「新人類スチュワーデス二人旅2」（1987年9月2日、TBS） - サカモト 役
- ジャングル 第27話「赤いブルゾン」（1987年10月23日、日本テレビ）
- 男と女のミステリー（フジテレビ）
  - 「丹後・宮津殺人岬」（1988年10月19日）
  - 「京都グルメ旅行殺人事件」（1989年9月15日） - 園村俊也 役
- ドラマ23「バーゲンセールの女たち」（1988年9月、TBS）
- 月曜・女のサスペンス（テレビ東京）
  - 「レジャーランド殺人事件」（1989年1月23日）
  - 「蟻地獄に誘われた女」（1989年5月8日）
- 土曜ドラマスペシャル「コント赤信号の『サラリー漫遊記』」（1989年4月8日、TBS）
- はぐれ刑事純情派 第2シリーズ 第14話「臓器を売る女」（1989年7月5日、テレビ朝日） - 清水道夫 役
- 火曜スーパーワイド「三毛猫ホームズの結婚披露宴」（1989年9月26日、テレビ朝日） - 脇本タケシ 役
- 炎の旅路（1990年、東海テレビ） - 小泉信一 役
- 平岩弓枝ドラマスペシャル「結婚式」（1990年9月27日、フジテレビ）
- 妻たちの劇場「生きて行く私」（1991年、フジテレビ） - 尾崎士郎 役
- 水戸黄門 第20部 第15話「女度胸の玄海節 -小倉-」（1991年2月18日、TBS／C.A.L） - 国見屋辰之助 役
- 火曜ミステリー劇場「山村美紗スペシャル・花嫁は容疑者 京都バンコク新婚旅行殺人事件!豪華ホテルから消えた女」（1991年9月10日、テレビ朝日）
- 眠れない夜をかぞえて 第2話「手」（1992年4月23日、TBS）
- 金曜ドラマシアター「松本清張スペシャル・疑惑」（1992年11月13日、フジテレビ）
- 静かなるドン 第5話「総長の天国と地獄」（1994年、日本テレビ）
- あばれ医者嵐山（1995年、テレビ東京） - 小久保宗悦 役

### バラエティ
- 第18回オールスター紅白大運動会（フジテレビ、1980年10月14日） - 松田聖子とともに選手宣誓を務める。
- 森田一義アワー 笑っていいとも! テレフォンショッキング（フジテレビ、1983年4月25日、1987年3月2日）
- テレビ探偵団 第73回（TBS、1988年9月4日）

### ラジオ番組
- 広岡瞬の青春劇場「小さな小さな物語」（文化放送）

### CM
- 富士フイルム「フジカAX」（1980年）
- 日本コカ・コーラ「スプライト」（1980年 - 1983年）
- ロッテ「パイの実」・「霧の羽衣」・「マリブのさざ波」（1981年）

## ディスコグラフィー

### シングル
- 海は恋してる／恋人たちの海（1981年7月、東芝EMI）

## 著書
- 「広岡瞬・全部しゃべっちゃえ!」（1983年、泰流社）